# Мурігіол (комуна)
Мурігіол (рум. Murighiol) — комуна у повіті Тулча в Румунії. До складу комуни входять такі села (дані про населення за 2002 рік):
- Дунавецу-де-Жос (710 осіб)
- Дунавецу-де-Сус (229 осіб)
- Коліна (182 особи)
- Мурігіол (1425 осіб)
- Плопул (690 осіб)
- Сарінасуф (536 осіб)
- Узліна (6 осіб)

Комуна розташована на відстані 251 км на схід від Бухареста, 32 км на південний схід від Тулчі, 104 км на північний схід від Констанци, 98 км на південний схід від Галаца.

## Населення
За даними перепису населення 2002 року у комуні проживали 3778 осіб.
Національний склад населення комуни:
| Національність   | Кількість осіб | Відсоток |
| ---------------- | -------------- | -------- |
| румуни           | 3449           | 91,3%    |
| українці         | 253            | 6,7%     |
| цигани           | 28             | 0,7%     |
| росіяни-липовани | 18             | 0,5%     |
| татари           | 12             | 0,3%     |
| турки            | 8              | 0,2%     |
| болгари          | 6              | 0,2%     |
| німці            | 1              | < 0,1%   |

Рідною мовою назвали:
| Мова       | Кількість осіб | Відсоток |
| ---------- | -------------- | -------- |
| румунська  | 3477           | 92,0%    |
| українська | 246            | 6,5%     |
| російська  | 15             | 0,4%     |
| татарська  | 11             | 0,3%     |
| циганська  | 10             | 0,3%     |
| турецька   | 8              | 0,2%     |
| болгарська | 6              | 0,2%     |
| німецька   | 2              | 0,1%     |

Склад населення комуни за віросповіданням:
| Релігія        | Кількість осіб | Відсоток |
| -------------- | -------------- | -------- |
| православні    | 3744           | 99,1%    |
| мусульмани     | 15             | 0,4%     |
| старообрядці   | 6              | 0,2%     |
| римо-католики  | 2              | 0,1%     |
| реформати      | 2              | 0,1%     |
| греко-католики | 1              | < 0,1%   |
| баптисти       | 1              | < 0,1%   |